# Renato Piccolo
Pour les articles homonymes, voir Piccolo.
Renato Piccolo, né le 31 décembre 1962 à Portogruaro (Vénétie), est un coureur cycliste italien, professionnel de 1985 à 1989. 

## Palmarès

### Palmarès amateur
- 1983
  - 3e de la Piccola Sanremo
- 1984
  - Astico-Brenta
  - Giro del Belvedere

### Palmarès professionnel
- 1987
  - Tour de Toscane
  - 3e du Tour d'Ombrie
- 1988
  -  Champion d'Italie de poursuite

## Résultats sur les grands tours

### Tour de France
1 participation
- 1986 : abandon (12e étape)

### Tour d'Italie
3 participations
- 1986 : 40e
- 1987 : 47e
- 1988 : 63e

### Tour d'Espagne
1 participation
- 1987 : abandon (7e étape)